# Edwardsburg
Edwardsburg é uma vila localizada no estado americano de Michigan, no Condado de Cass.

## Demografia
Segundo o censo americano de 2000, a sua população era de 1147 habitantes.
Em 2006, foi estimada uma população de 1096, um decréscimo de 51 (-4.4%).

## Geografia
De acordo com o United States Census Bureau tem uma área de
2,6 km², dos quais 2,4 km² cobertos por terra e 0,2 km² cobertos por água. Edwardsburg localiza-se a aproximadamente 254 m acima do nível do mar.

## Localidades na vizinhança
O diagrama seguinte representa as localidades num raio de 16 km ao redor de Edwardsburg.